# Mednarodne vojaške vaje
Mednarodne vojaške vaje so vojaške vaje dveh ali več oboroženih sil različnih držav z namenom:
- vzpostavitve prijateljskih odnosov,
- primerjavo oborožitvenih sistemov in opreme,
- primerjavo vojaške strukture, organizacije in hierarhije,
- poenotenje vojaške strukture,...

Take mednarodne vojaške vaje pripomorejo k boljši povezanosti in sodelovanju med različnimi vojskami v primeru mirovnih operacij, večjih naravnih nesreč ali vojn.